# Nati nel 1947/Maggio
| Questa pagina contiene informazioni ricavate automaticamente dalle voci biografiche con l'ausilio del template Bio e di un bot. L'aggiornamento è periodico e automatico e ricostruisce completamente la pagina. Se manca una persona in questa lista, sei pregato di non aggiungerla, ma accertati piuttosto che la sua voce biografica contenga il template Bio e che i dati anagrafici siano correttamente compilati. Se il template Bio manca, inseriscilo tu stesso o, in alternativa, metti l'avviso {{tmp\|Bio}} che ne segnala la mancanza. Se i dati riportati sono sbagliati, correggi direttamente la voce biografica; le modifiche saranno visibili in questa lista entro pochi giorni. Per chiarimenti vedi il progetto biografie. La lista contiene solo le 266 persone che sono citate nell'enciclopedia e per le quali è stato implementato correttamente il template Bio. Pagina aggiornata al 2 lug 2025. |

- 1º maggio - Jacob Bekenstein, fisico israeliano († 2015)
- 1º maggio - Antonio Malaschini, avvocato italiano
- 1º maggio - Danilo Popivoda, calciatore jugoslavo († 2021)
- 1º maggio - Rino Valido, pittore, scultore e designer italiano
- 2 maggio - Alastair Bruce, V barone Aberdare, politico e nobile britannico
- 2 maggio - Roberto Dovesi, chimico e fisico italiano
- 2 maggio - James Dyson, inventore, designer e imprenditore britannico
- 2 maggio - Philippe Herreweghe, direttore d'orchestra belga
- 2 maggio - Alfredo Lamas, ex calciatore uruguaiano
- 2 maggio - Thaddeus O'Sullivan, regista e sceneggiatore irlandese
- 2 maggio - Guido Oldani, poeta e scrittore italiano
- 2 maggio - Nirut Sirichanya, attore thailandese
- 2 maggio - Franco Coco Trovato, mafioso italiano
- 2 maggio - Peter Welch, politico e avvocato statunitense
- 3 maggio - Lesław Ćmikiewicz, ex calciatore e allenatore di calcio polacco
- 3 maggio - Doug Henning, illusionista canadese († 2000)
- 3 maggio - Anna Karamanou, politica greca
- 3 maggio - Carlos Luquero, ex cestista spagnolo
- 3 maggio - Ferdinando Pappalardo, politico italiano
- 4 maggio - Butch Beard, ex cestista e allenatore di pallacanestro statunitense
- 4 maggio - Ettore Cinnella, storico italiano
- 4 maggio - Humphrey Hose, ex tennista olandese
- 4 maggio - Richard Jenkins, attore statunitense
- 4 maggio - Barry McArthur, ex calciatore inglese
- 4 maggio - Valère Novarina, drammaturgo svizzero
- 4 maggio - Andrea Pastore, politico italiano
- 4 maggio - Valdo Vannucci, politico italiano
- 5 maggio - Ahmed Adghirni, attivista berbero († 2020)
- 5 maggio - Malam Bacai Sanhá, politico guineense († 2012)
- 5 maggio - Bice Biagi, giornalista italiana († 2023)
- 5 maggio - Dan Gordon, regista, sceneggiatore e produttore televisivo statunitense
- 5 maggio - Gaye Hiçyilmaz, scrittrice britannica
- 5 maggio - Tommy Maxwell, ex giocatore di football americano statunitense
- 5 maggio - António Augusto dos Santos Marto, cardinale e vescovo cattolico portoghese
- 5 maggio - Mario Zimolo, ex calciatore italiano
- 6 maggio - Domenico Arnuzzo, dirigente sportivo e ex calciatore italiano
- 6 maggio - Alan Dale, attore neozelandese
- 6 maggio - Malik Farrakhan, ex giocatore di football americano e attore statunitense
- 6 maggio - Francisco Galdós, ex ciclista su strada spagnolo
- 6 maggio - Christian Kauter, ex schermidore svizzero
- 6 maggio - Corrado Lamberti, astrofisico e divulgatore scientifico italiano († 2020)
- 6 maggio - Renzo Magosso, giornalista, scrittore e ex hockeista su ghiaccio italiano
- 6 maggio - Vladimir Makeranec, regista e direttore della fotografia russo († 2024)
- 6 maggio - Ben Masters, attore statunitense († 2023)
- 6 maggio - Martha Nussbaum, filosofa statunitense
- 6 maggio - Ronald Rivest, crittografo statunitense
- 6 maggio - Ljubomir Vračarević, artista marziale serbo († 2013)
- 7 maggio - Ninni Cassarà, poliziotto italiano († 1985)
- 7 maggio - Adriana Cavarero, filosofa e storica della filosofia italiana
- 7 maggio - Myrna DeBerry, cestista statunitense († 1991)
- 7 maggio - Dave Hampton, ex giocatore di football americano statunitense
- 7 maggio - Gary Herbert, politico statunitense
- 7 maggio - Antonio de la Cruz, allenatore di calcio e ex calciatore spagnolo
- 8 maggio - Aram I, vescovo cristiano orientale libanese
- 8 maggio - Victor Cavallo, attore, poeta e scrittore italiano († 2000)
- 8 maggio - Jamie Donnelly, attrice statunitense
- 8 maggio - H. Robert Horvitz, biologo statunitense
- 8 maggio - Felicity Lott, soprano inglese
- 8 maggio - Aung Tin, ex calciatore birmano
- 8 maggio - Alberto Tonoli, calciatore e allenatore di calcio italiano († 2000)
- 8 maggio - Boris Šuchov, ex ciclista su strada sovietico
- 9 maggio - Yukiya Amano, diplomatico giapponese († 2019)
- 9 maggio - Larry Arbuthnot, ex slittinista canadese
- 9 maggio - Andrea Battistini, critico letterario e italianista italiano († 2020)
- 9 maggio - Vittorio Corona, giornalista italiano († 2007)
- 9 maggio - Mario Diana, politico italiano
- 9 maggio - Hans-Peter Gies, ex pesista tedesco
- 9 maggio - Anthony Higgins, attore britannico
- 9 maggio - Michael Levitt, biofisico e chimico sudafricano
- 9 maggio - Paolo Ravaioli, politico italiano
- 9 maggio - Andy Sutcliffe, pilota di Formula 1 britannico († 2015)
- 9 maggio - Jairo Velasco, ex tennista colombiano
- 10 maggio - Giorgio Barbieri, allenatore di pallavolo e ex pallavolista italiano
- 10 maggio - Arnaud Beauville, matematico francese
- 10 maggio - Barbara Cox, dirigente sportiva, allenatrice di calcio e ex calciatrice neozelandese
- 10 maggio - Lin Dunn, allenatrice di pallacanestro statunitense
- 10 maggio - John Evanson, ex calciatore inglese
- 10 maggio - Jay Ferguson, musicista e compositore statunitense
- 10 maggio - Jim Leeker, ex calciatore statunitense
- 10 maggio - Salvatore Mazzamuto, giurista italiano
- 10 maggio - Marion Ramsey, attrice statunitense († 2021)
- 10 maggio - Colin Stein, ex calciatore scozzese
- 10 maggio - Soe Win, generale e politico birmano († 2007)
- 10 maggio - Greg Wittman, ex cestista statunitense
- 10 maggio - Vincenzo Zaccheo, politico italiano
- 10 maggio - Theo van de Sande, direttore della fotografia olandese
- 11 maggio - Paolo Farinella, presbitero, teologo e biblista italiano
- 11 maggio - Makoto Fujiwara, cantante giapponese († 2002)
- 11 maggio - Giampaolo Giuliani, italiano († 2022)
- 11 maggio - Elisabeth Käsemann, sociologa tedesca († 1977)
- 11 maggio - Luigi Marino, sindacalista e politico italiano
- 11 maggio - Don McKenzie, nuotatore statunitense († 2008)
- 11 maggio - Jurij Sëmin, ex calciatore e allenatore di calcio sovietico
- 12 maggio - Omar Arrestia, cestista e allenatore di pallacanestro uruguaiano († 2009)
- 12 maggio - Angelo Attaguile, politico e dirigente sportivo italiano
- 12 maggio - Carmelo Barbagallo, sindacalista italiano
- 12 maggio - Héctor Blondet, cestista portoricano († 2006)
- 12 maggio - Michael Ignatieff, politico canadese
- 12 maggio - Mario Naldini, ufficiale italiano († 1988)
- 12 maggio - Slavojka Taušan, ex cestista jugoslava
- 12 maggio - Zdeněk Zeman, allenatore di calcio ceco
- 12 maggio - Rolf Zuckowski, cantautore e produttore discografico tedesco
- 13 maggio - Shamuel Avishar, ex cestista israeliano
- 13 maggio - Harald Bartol, pilota motociclistico austriaco
- 13 maggio - Charles Baxter, scrittore statunitense
- 13 maggio - Stephen R. Donaldson, scrittore di fantascienza statunitense
- 13 maggio - Lino Fumagalli, vescovo cattolico italiano
- 13 maggio - John Neschling, direttore d'orchestra e direttore artistico brasiliano
- 13 maggio - Étienne Smulevici, pilota di rally francese
- 14 maggio - Mauro Colla, ex calciatore italiano
- 14 maggio - Tamara Dobson, attrice e modella statunitense († 2006)
- 14 maggio - José Gonzalo Rodríguez Gacha, criminale colombiano († 1989)
- 14 maggio - Christopher Kriesa, attore statunitense
- 14 maggio - Pierluigi Lambrugo, ex calciatore italiano
- 14 maggio - Jon Landau, produttore discografico, critico musicale e dirigente d'azienda statunitense
- 14 maggio - Nancy Lee Andrews, fotografa e modella statunitense
- 14 maggio - Mary Morris, scrittrice statunitense
- 14 maggio - Johann Orsolics, ex pugile austriaco
- 14 maggio - Anne Wiazemsky, attrice, scrittrice e regista francese († 2017)
- 15 maggio - Enzo Ciconte, politico e saggista italiano
- 15 maggio - John Craven, calciatore inglese († 1996)
- 15 maggio - Niall Duthie, scrittore britannico
- 15 maggio - Aldo Gierardini, allenatore di pallacanestro italiano
- 15 maggio - Ljupko Petrović, allenatore di calcio e ex calciatore serbo
- 15 maggio - Tomas Pettersson, ex ciclista su strada svedese
- 15 maggio - Claude Picasso, fotografo, fotoreporter e direttore della fotografia francese († 2023)
- 15 maggio - Aydan Siyavuş, allenatore di pallacanestro turco († 1998)
- 15 maggio - Muhyiddin Yassin, politico malese
- 15 maggio - Paulo de Carvalho, cantante portoghese
- 16 maggio - Pietro Arca, politico italiano
- 16 maggio - Castro, ex calciatore spagnolo
- 16 maggio - Vladimir Ėštrekov, allenatore di calcio e ex calciatore sovietico
- 16 maggio - Buddy Roberts, wrestler statunitense († 2012)
- 16 maggio - François de Sarre, zoologo tedesco
- 16 maggio - Paolo Sinigaglia, imprenditore italiano († 2017)
- 16 maggio - Bill Smitrovich, attore statunitense
- 16 maggio - Jan Spitzer, attore, doppiatore e cantante tedesco († 2022)
- 16 maggio - Mats Åhlberg, ex hockeista su ghiaccio svedese
- 17 maggio - Hawa Abdi, medico somala († 2020)
- 17 maggio - Peter Fregene, calciatore nigeriano († 2024)
- 17 maggio - Kim Yong-ik, ex judoka nordcoreano
- 17 maggio - Gianfranco Mantelli, ex tiratore a segno italiano
- 17 maggio - John A. McDougall, medico e saggista statunitense († 2024)
- 17 maggio - Vicente Paniagua, ex cestista spagnolo
- 17 maggio - Olivier Rolin, scrittore francese
- 18 maggio - Dante Oscar Benini, architetto e designer italiano
- 18 maggio - John Bruton, politico e diplomatico irlandese († 2024)
- 18 maggio - Hugh Keays-Byrne, attore britannico († 2020)
- 18 maggio - Bryan King, allenatore di calcio e ex calciatore inglese
- 18 maggio - Gail Strickland, attrice statunitense
- 18 maggio - Akira Terao, attore e musicista giapponese
- 19 maggio - Barry Beyerstein, psicologo canadese († 2007)
- 19 maggio - Paul Brady, cantautore irlandese
- 19 maggio - Angelo Caria, politico italiano († 1996)
- 19 maggio - David Helfgott, pianista australiano
- 19 maggio - Daniele Menozzi, storico e storico delle religioni italiano
- 19 maggio - Saverio Sani, indologo e glottologo italiano
- 20 maggio - Robert Bouloux, ex ciclista su strada francese
- 20 maggio - Joseph Buttigieg, filologo, critico letterario e traduttore maltese († 2019)
- 20 maggio - Nancy Fraser, filosofa statunitense
- 20 maggio - Gioacchino Natoli, ex magistrato italiano
- 20 maggio - Bernhard Paul, regista e circense austriaco
- 20 maggio - Mario Polia, storico, antropologo e archeologo italiano
- 20 maggio - Michel Périn, ex ciclista su strada francese
- 20 maggio - Miriam Shlesinger, linguista e traduttrice statunitense († 2012)
- 20 maggio - Teemu Sippo, vescovo cattolico finlandese
- 20 maggio - Walter Siti, scrittore, critico letterario e saggista italiano
- 20 maggio - Sky du Mont, attore tedesco
- 21 maggio - Seda Aznavour, cantante e attrice francese
- 21 maggio - Franco Catto, ex calciatore italiano
- 21 maggio - Bill Champlin, cantante, tastierista e chitarrista statunitense
- 21 maggio - Tommy Coakley, ex calciatore e allenatore di calcio scozzese
- 21 maggio - Mark Jacoby, attore, cantante e attore teatrale statunitense
- 21 maggio - Joachim Kirst, ex multiplista tedesco
- 21 maggio - Linda Laubenstein, medico e oncologo statunitense († 1992)
- 21 maggio - Telesphore George Mpundu, arcivescovo cattolico zambiano
- 21 maggio - İlber Ortaylı, storico e storico dell'arte turco
- 21 maggio - Nello Rossi, magistrato italiano
- 21 maggio - Gianluigi Roveta, ex calciatore italiano
- 21 maggio - Leszek Teleszyński, attore polacco
- 21 maggio - Giorgio Zagnoni, flautista italiano
- 22 maggio - Alberto Alberani, ex pallanuotista italiano
- 22 maggio - Giuliana Del Bufalo, giornalista e conduttrice televisiva italiana
- 22 maggio - Vladimir Denisov, ex schermidore sovietico
- 22 maggio - Fair Hooker, ex giocatore di football americano statunitense
- 22 maggio - Franz Koglmann, trombettista e compositore austriaco
- 22 maggio - Chuck Lloyd, ex cestista statunitense
- 22 maggio - Salvo, artista italiano († 2015)
- 22 maggio - Joseph Patrick McFadden, vescovo cattolico statunitense († 2013)
- 22 maggio - Eva Ricca, doppiatrice italiana
- 22 maggio - Ignacio Salcedo, ex calciatore spagnolo
- 22 maggio - Tat'jana Savel'eva, ex nuotatrice sovietica
- 22 maggio - Willie Scott, ex cestista statunitense
- 22 maggio - Christine Stückelberger, cavallerizza svizzera
- 23 maggio - Patrick Djivas, bassista e compositore francese
- 23 maggio - Ann Hui, regista cinese
- 23 maggio - Luigi Li Gotti, avvocato e politico italiano
- 23 maggio - Carlos Mendes, cantante e attore portoghese
- 23 maggio - Hans-Jürgen Pohmann, ex tennista tedesco
- 23 maggio - Michael Porter, economista statunitense
- 24 maggio - Enrico Alberti, giocatore di curling italiano
- 24 maggio - Albert Bouchard, batterista statunitense
- 24 maggio - Svetlana Toma, attrice sovietica
- 24 maggio - Richard Krawczyk, ex calciatore francese
- 24 maggio - Cecilia Martinez, ex tennista statunitense
- 24 maggio - Cynthia Plaster Caster, artista statunitense († 2022)
- 24 maggio - Henry Rivas, chitarrista colombiano († 2006)
- 24 maggio - Emile Shoufani, presbitero palestinese († 2024)
- 24 maggio - Waddy Wachtel, compositore, produttore discografico e chitarrista statunitense
- 24 maggio - Martin Winterkorn, dirigente d'azienda e imprenditore tedesco
- 24 maggio - Marco Zanichelli, dirigente d'azienda e dirigente pubblico italiano
- 25 maggio - Flavio Bucci, attore e doppiatore italiano († 2020)
- 25 maggio - Umberto Napolitano, cantautore italiano
- 25 maggio - Kevin Rafferty, regista e produttore cinematografico statunitense († 2020)
- 25 maggio - Antonio Saia, politico italiano
- 25 maggio - Jacki Weaver, attrice australiana
- 26 maggio - Giuseppe Barone, storico italiano
- 26 maggio - Jules Coleman, giurista e filosofo statunitense
- 26 maggio - Nikolaj Maksjuta, politico, ingegnere e dirigente d'azienda russo († 2020)
- 26 maggio - Carol O'Connell, scrittrice statunitense
- 26 maggio - Guido Pescosolido, storico italiano
- 27 maggio - Gerald Battrick, tennista britannico († 1998)
- 27 maggio - Franco Branciaroli, attore e regista teatrale italiano
- 27 maggio - Peter DeFazio, politico statunitense
- 27 maggio - Georg Feuerstein, indologo tedesco († 2012)
- 27 maggio - Manfred Grabler, ex sciatore alpino australiano
- 27 maggio - Luitjen Jansen, bassista tedesco († 2008)
- 27 maggio - Henry McMaster, politico statunitense
- 27 maggio - Branko Oblak, allenatore di calcio e ex calciatore sloveno
- 27 maggio - Kenpachiro Satsuma, stuntman e attore giapponese († 2023)
- 27 maggio - Marta Vincenzi, politica e scrittrice italiana
- 28 maggio - Salvatore Allocca, politico italiano
- 28 maggio - Pedro Giachino, militare argentino († 1982)
- 28 maggio - Zahi Hawass, archeologo e egittologo egiziano
- 28 maggio - Erika Lechner, ex slittinista italiana
- 28 maggio - Viktor Lysenko, calciatore sovietico († 2003)
- 28 maggio - Silvio Mantovani, politico italiano
- 28 maggio - Ralph Walker Nickless, vescovo cattolico statunitense
- 28 maggio - Ion Pervilhac, ex slittinista francese
- 28 maggio - Leland Sklar, musicista, cantante e compositore statunitense
- 28 maggio - Andrew Soltis, scacchista statunitense
- 29 maggio - Pietro Massimo Busetta, statistico e economista italiano
- 29 maggio - Carlo Cavicchi, giornalista e scrittore italiano
- 29 maggio - Julie Cobb, attrice statunitense
- 29 maggio - Anthony Geary, attore statunitense
- 29 maggio - Noritaka Hidaka, ex calciatore giapponese
- 29 maggio - Marianne Kleiner-Schläpfer, psicologa e politica svizzera
- 29 maggio - Anatolij Polivoda, cestista sovietico († 2024)
- 29 maggio - Gene Robinson, vescovo anglicano statunitense
- 29 maggio - Jan Witteveen, ingegnere olandese
- 30 maggio - Jeffrey C. Alexander, sociologo statunitense
- 30 maggio - Karl-Josef Assenmacher, ex arbitro di calcio tedesco
- 30 maggio - Umberto Bottazzini, matematico italiano
- 30 maggio - ORLAN, performance artist francese
- 30 maggio - David Sedley, filosofo e storico della filosofia britannico
- 30 maggio - Erik Spiekermann, designer tedesco
- 30 maggio - Luiz Carlos de Moraes, attore e doppiatore brasiliano
- 31 maggio - Alberto Beretta Anguissola, critico letterario e giornalista italiano
- 31 maggio - Junior Campbell, musicista, cantautore e compositore scozzese
- 31 maggio - Krishna Das, musicista statunitense
- 31 maggio - Jim Del Gaizo, ex giocatore di football americano statunitense
- 31 maggio - Gabriele Hinzmann, ex discobola tedesca
- 31 maggio - Phillip Hoose, scrittore statunitense
- 31 maggio - Sali Kelmendi, politico e ingegnere albanese († 2015)
- 31 maggio - Gianni Mocchetti, cantautore, chitarrista e bassista italiano († 2013)
- 31 maggio - Takeo Takahashi, ex calciatore giapponese